# فرودگاه کوینهاک
 فرودگاه کوینهاک (به انگلیسی: Quinhagak Airport) (به زبان بومی: Kwinhagak Airport) یک فرودگاه همگانی با کد یاتا KWN است که یک باند فرود شن دارد و طول باند آن ۱۲۱۹ متر است. این فرودگاه در کشور ایالات متحده آمریکا قرار دارد و در ارتفاع ۱۳ متری از سطح دریا واقع شده است.